# Referendum w Słowenii w 2012 roku
Referendum w Słowenii w 2012 roku odbyło się 25 marca. Referendum dotyczyło odrzucenia rządowej nowelizacji kodeksu rodzinnego.
16 czerwca 2011 słoweńskie Zgromadzenie Państwowe przyjęło zaproponowaną przez rząd Boruta Pahora nowelizację kodeksu rodzinnego. Nowy kodeks rodzinny przyznawał związkom homoseksualnym większość uprawnień przysługujących małżeństwu, w tym częściowe prawo do adopcji (wyłącznie dziecka partnera lub partnerki).
Nowelizacja została zakwestionowana przez organizację Civilna iniciativa za družino in pravice otrok (Inicjatywa Obywatelska na rzecz Rodziny i Praw Dziecka), która zebrała 40 tysięcy podpisów wymaganych do podważenia jej w drodze referendum.

## Wyniki głosowania
Głosowanie odbyło się 25 marca 2012. Wzięło w nim udział 518 207 osób (frekwencja 30,31%). Oddano 233.268 głosów za nowym kodeksem rodzinnym (45,45%) i 279.937 głosów przeciw (54,55%). W efekcie nowelizacja została odrzucona.